# Prison de Fremantle
 (février 2024).
Si vous disposez d'ouvrages ou d'articles de référence ou si vous connaissez des sites web de qualité traitant du thème abordé ici, merci de compléter l'article en donnant les références utiles à sa vérifiabilité et en les liant à la section « Notes et références ».
Pour les articles homonymes, voir Fremantle (homonymie).
Fremantle Prison
La prison de Fremantle (en anglais : Fremantle Prison, parfois référencée en tant que Fremantle Gaol ou Fremantle Jail) est une ancienne prison australienne située dans la ville de Fremantle et dans l’État d'Australie-Occidentale. Elle n’est aujourd’hui plus en activité et est devenue un musée mémorial.
L'établissement est le premier bâtiment d’Australie-Occidentale inscrit à l'Australian National Heritage List et est également inscrit au patrimoine mondial de l'UNESCO.
Les 6 ha du site incluent la prison, le corps de garde, les murs d’enceinte, les habitations individuelles, les tunnels et l’art des prisonniers (objet artistiques réalisés par les prisonniers).

## Histoire

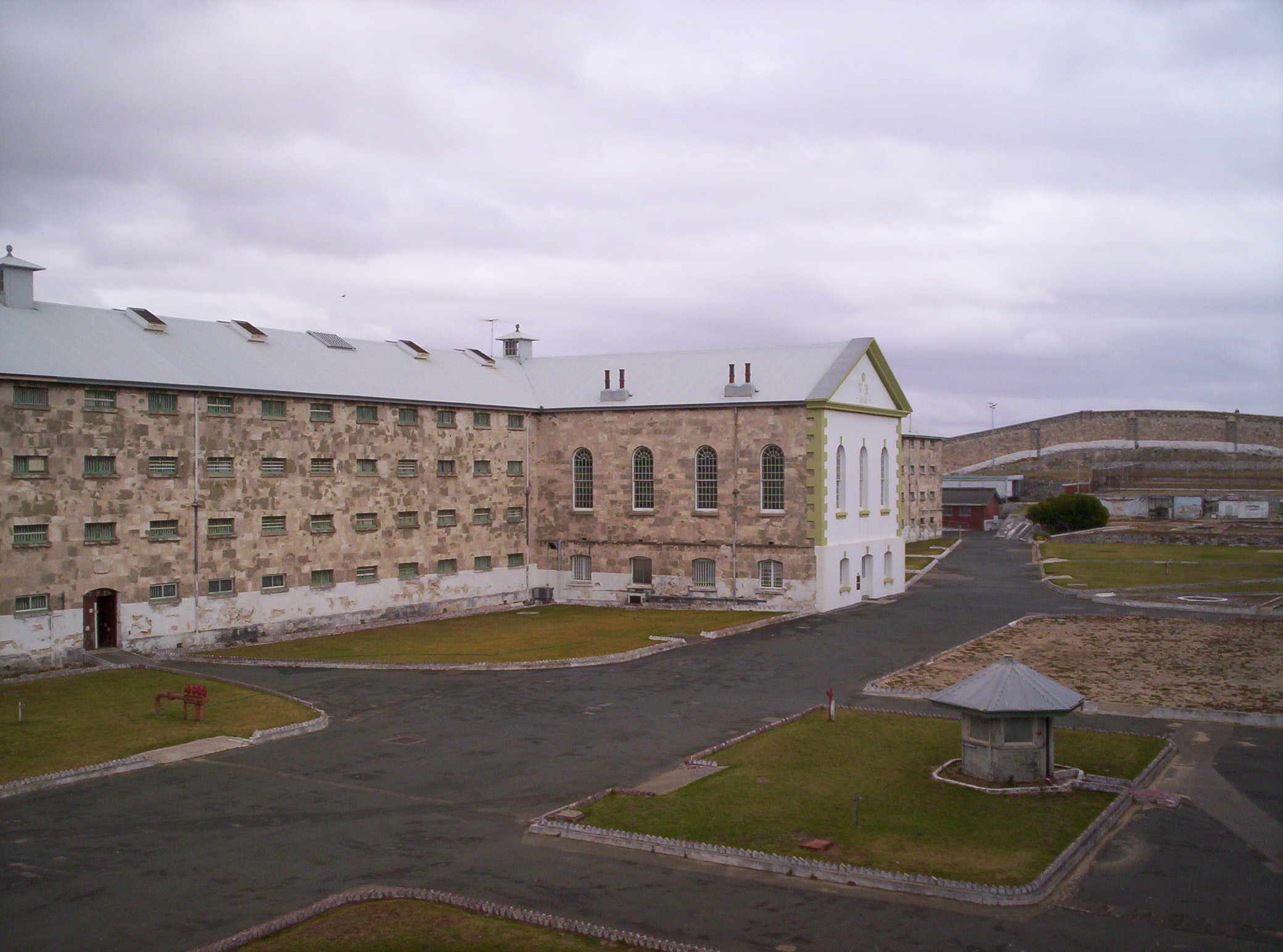
Le bâtiment principal.

La prison est construite par des bagnards (« convicts ») dans les années 1850 avec les pierres de calcaire de l’embouchure du fleuve Swan. Les travaux débutent en 1850 et se terminent en 1857. Après l'achèvement des ailes de l’édifice, les bagnards furent employés pour d’autres travaux, tels que la construction de l’asile de Fremantle en 1860, aujourd’hui musée d’histoire.
Pendant la Seconde Guerre mondiale, la prison est réquisitionnée par l’armée australienne afin d'être utilisée comme prison militaire de septembre 1939 à juin 1946.
La salle de potence était le seul lieu légal d’exécution d’Australie-Occidentale entre 1888 à 1984. Durant cette période 43 hommes et 1 femme sont exécutés. Le dernier condamné à mort à être exécuté est le tueur en série Eric Edgar Cooke, qui fut condamné à la pendaison en 1964. Les punitions en vigueur dans l'établissement incluaient des isolements cellulaires et des flagellations.
Après 130 années de service, la prison est mise hors service le 7 novembre 1991 et remplacée par la prison de Casuarina (en anglais : Casuarina Prison), située à Casuarina à 30 km au sud de Perth. En 1970, la prison pour femmes de Bandyup (en anglais : Bandyup Women’s prison) avait déjà été mise en service à 17 km au nord-est de Perth, pour accueillir les détenues féminins de Fremantle.

## Détenus notables

### Moondyne Joe
Le plus connu des prisonniers est sans aucun doute le « bushranger » Moondyne Joe, de son vrai nom Joseph Bolitho Johns, qui réalisa de nombreuses évasions. Il est aujourd’hui reconnu comme le plus grand artiste d'évasion de l’ère des forçats en Australie[Par qui ?], en s'évadant notamment de la prison de Fremantle en perçant littéralement le mur. 
Alors qu’il fête sa deuxième année de liberté, il est capturé et renvoyé en prison. Il est libéré en 1873 et décède le 13 août 1900 à l’hôpital psychiatrique de Fremantle.
Son nom est utilisé comme enseigne par un café de la « Cappuccino Strip » de Fremantle : le Moondyne Joe’s Bar & Café.

### Les soixante-deux«Fenians»
D’autres détenus notables séjournent à la prison de Fremantle, tels que soixante-deux « Fenians » envoyés d'Europe en 1867.
Beaucoup sont graciés au fil des ans, mais en 1876, six d’entre eux s’enfuient jusqu’à New York sur le baleinier Catalpa. 
Les Wolfe Tones, un groupe de musique irlandais, ont composé une chanson à propos de cet évènement intitulée The Fenian’s Escape. Brendan Woods, un guide touristique de la prison, est également l’auteur de The Catalpa, une pièce de théâtre retraçant l’histoire de cette évasion.

### Autres détenus notables
- John Boyle O'Reilly, prisonnier politique Fenian
- Bon Scott, chanteur du groupe AC/DC
- Eric Edgar Cooke, tueur en série
- Brendan Abbott, braqueur de banque

## Aujourd’hui

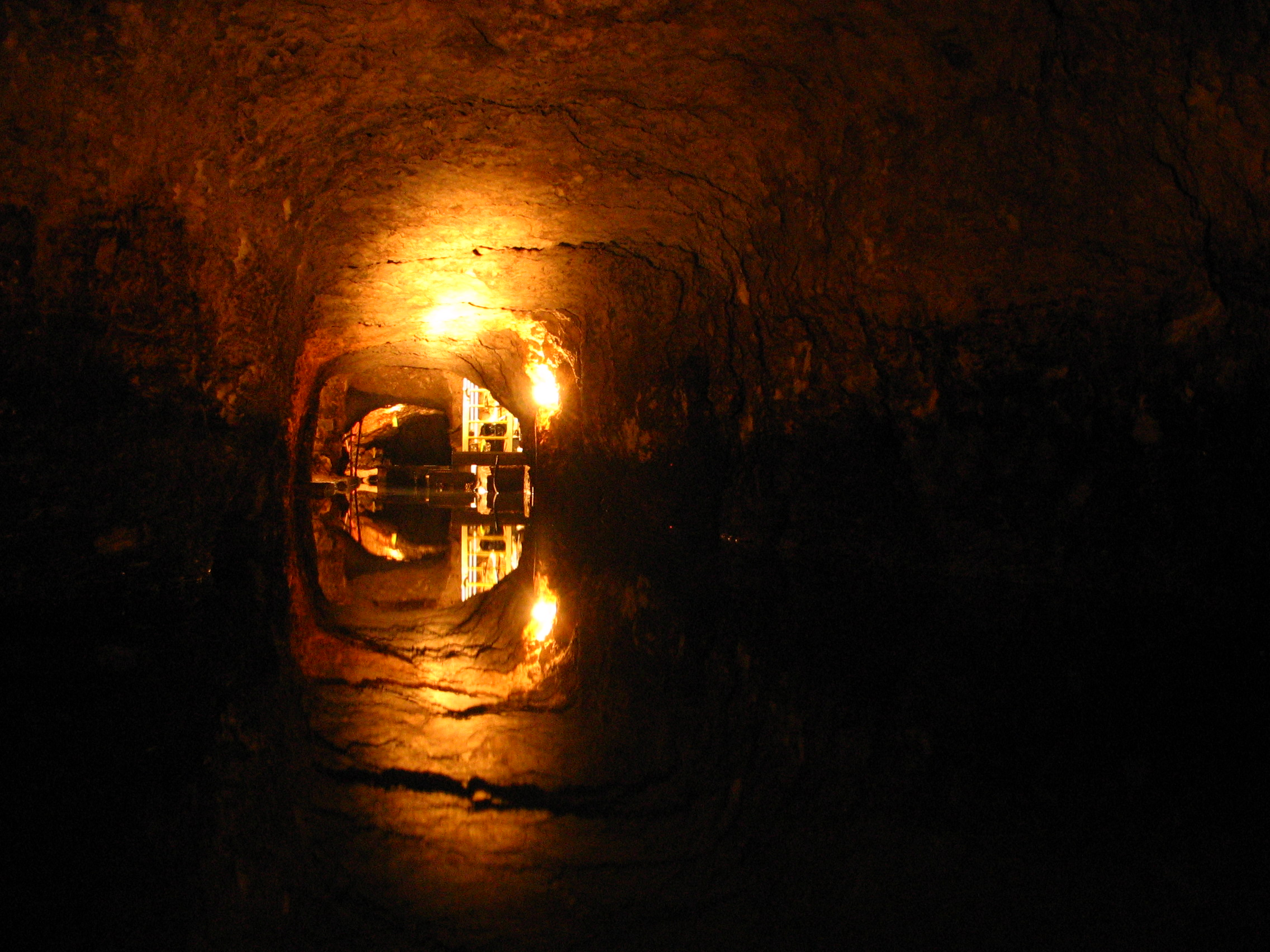
Les tunnels sous la prison.

La prison ouvre au public en 1992. Elle expose et vend les œuvres d’art d’anciens et d’actuels détenus d’Australie-Occidentale. En 2005, la prison attire plus de 130 000 visiteurs par an.
Le 7 juin 2005, un réseau de tunnels a été ouvert au public, qui peut y circuler à pied ou en bateau. Ces tunnels ont été creusés à 20 mètres sous terre par des forçats entre 1874 et 1898. Ils étaient utilisés pour approvisionner en eau, provenant d’un aquifère calcaire, les colons de Fremantle. Les tunnels s’étendent sur plus d’un kilomètre de long sous la prison et ses alentours.
La chapelle de la prison est aujourd’hui utilisée pour les cérémonies de mariage. Derrière l’autel se trouve une fresque sur bois représentant les Dix Commandements, dont le sixième a été subtilement modifié :
Au lieu de :
	« Tu ne tueras point » (« Thou shalt not kill »)
On peut lire à présent :
	« Tu ne commettras point de meurtre » (« Thou shalt do no murder »)
La pendaison étant couramment pratiquée à cette époque-là, le commandement « Tu ne tueras point » aurait semblé légèrement hypocrite.